# Уравнение рендеринга

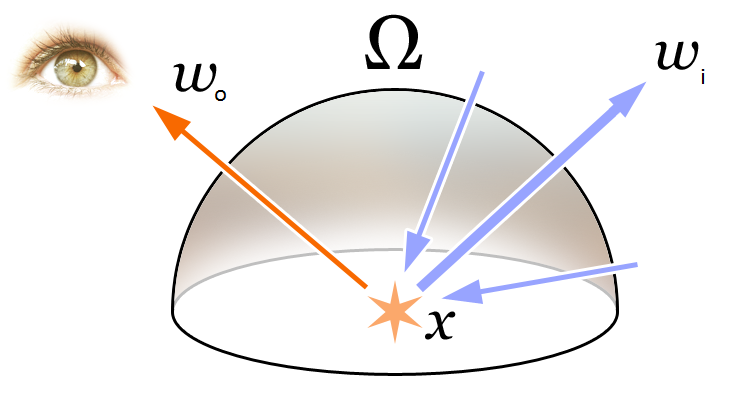
Уравнение рендеринга определяет общее количество света испущенного из заданной точки x по заданному направлению, учитывая функцию входящего излучения и двунаправленную функцию распределения отражения.

В компьютерной графике уравнение рендеринга — интегральное уравнение, которое определяет количество светового излучения в определённом направлении как сумму собственного и отражённого излучения. Уравнение впервые было опубликовано в работах David Immel и James Kajiya  в 1986 году. Различные алгоритмы компьютерной графики решают это основное уравнение.
Физической основой уравнения является закон сохранения энергии. Пусть L — это количество излучения по заданному направлению в заданной точке пространства. Тогда количество исходящего излучения (Lo) — это сумма излучённого света (Le) и отражённого света. Отражённый свет может быть представлен как сумма приходящего излучения (Li) по всем направлениям умноженного на коэффициент отражения из данного угла.
Уравнение рендеринга может быть представлено как:
{\displaystyle L_{o}(\mathbf {x} ,\omega ,\lambda ,t)=L_{e}(\mathbf {x} ,\omega ,\lambda ,t)+\int _{\Omega }f_{r}(\mathbf {x} ,\omega ',\omega ,\lambda ,t)L_{i}(\mathbf {x} ,\omega ',\lambda ,t)(-\omega '\cdot \mathbf {n} )d\omega '}
где:
- {\displaystyle \lambda } — длина волны света
- {\displaystyle t} — время
- {\displaystyle L_{o}(\mathbf {x} ,\omega ,\lambda ,t)} — количество излучения заданной длины волны {\displaystyle \lambda } исходящего вдоль направления {\displaystyle \omega } во время {\displaystyle t}, из заданой точки {\displaystyle \mathbf {x} }
- {\displaystyle L_{e}(\mathbf {x} ,\omega ,\lambda ,t)} — излучённый свет
- {\displaystyle \int _{\Omega }\cdots d\omega '} — интеграл по полусфере входящих направлений
- {\displaystyle f_{r}(\mathbf {x} ,\omega ',\omega ,\lambda ,t)} — двунаправленная функция распределения отражения (иначе двулучевая функция отражательной способности (ДФОС, англ. Bidirectional reflectance distribution function — BRDF)), количество излучения отражённого от {\displaystyle \omega '} к {\displaystyle \omega } в точке {\displaystyle \mathbf {x} }, во время {\displaystyle t}, на длине волны {\displaystyle \lambda }
- {\displaystyle L_{i}(\mathbf {x} ,\omega ',\lambda ,t)} — длина волны {\displaystyle \lambda } по входящему направление к точке {\displaystyle \mathbf {x} } из направления {\displaystyle \omega '} во время {\displaystyle t}
- {\displaystyle -\omega '\cdot \mathbf {n} } — поглощение входящего излучения по заданному углу

Уравнение имеет три особенности: оно линейно, а также изотропно и однородно — то есть одинаково для всех направлений и точек пространства.